# Groupe Lagrange
Pour les articles homonymes, voir Lagrange.
 (août 2017).
Le Groupe Lagrange est une société de location de vacances et de commercialisation d’immobilier de loisirs. Lagrange se développe autour des trois métiers : voyagiste, gestionnaire et vendeur de résidences de tourisme.

## Historique
1876 : Lagrange est spécialisée dans la transaction immobilière.
1950 : Création de l'« indicateur Lagrange », un support de vente de biens immobiliers réputé.
1960 : Le groupe développe une activité de location saisonnière, en quête du marché immobilier en Espagne, principalement de la Costa Brava.
1970 : Rachat de Lagrange par les actuels actionnaires. Le groupe se concentre davantage sur la location saisonnière qui prend le pas sur l’activité immobilière d’origine et devient l'activité principale de la marque. Son siège social est maintenant basé à Genève.
1985 : Mise en place de la branche Gestion, proposant aux propriétaires de résidences secondaires de leur confier leurs biens.
2000 : La branche immobilière voit le jour. Le Groupe Lagrange crée la filiale Lagrange Patrimoine qui va se charger de la commercialisation d’immobilier de loisirs et ainsi permettre l’augmentation du nombre de résidences de tourisme en gestion.
2002 : Montée en gamme avec l’acquisition de la société Soderev, spécialisée dans la gestion de résidences quatre étoiles.
2003 : Reprise de 3 résidences MGM et acquisition de Vacantel qui apporte un nouveau portefeuille de 56 résidences.
En 2007, l'entreprise développe des partenariats de parrainage sportif avec, notamment, le club de rugby de l'Aviron bayonnais, le navigateur Yvan Bourgnon et le pilote de rallyes Christian Lavieille.
2009 : Reprise de 7 résidences du groupe Maison de Biarritz.
2015 : Reprise de 8 résidences du groupe Privilège H.R.
2018 : Chiffre d'affaires 195 millions d’euros.
2019 : Reprise du groupe Grand Bleu.
En 2020, Groupe Lagrange est un des opérateurs qui refusent de payer les propriétaires des logements qu'ils gèrent, du fait de la pandémie de Covid-19.
2022 : Reprise du groupe Estivel et ses 11 résidences situées à Lacanau, Cavalaire-sur-Mer, Roquebrune-sur-Argens, Saint-Saturnin-Les-Apt, Arcachon, Carcans Plage et Mazamet.

## Activité
En octobre 2007, le pôle Tourisme, représente un volume d’affaires d'environ 195 millions d’euros (dont 60 % pour la partie voyagiste).

### Résidences de tourisme
Le groupe Lagrange est l'un des deux principaux acteurs en France, après le groupe Pierre & Vacances-Center Parcs, dans ce secteur.
La construction de résidences de tourisme a été financée par l’apport d'investisseurs, surtout particuliers, qui bénéficient d'avantages fiscaux (exonération de TVA et réduction d'impôt sur les loyers). Si une promesse de "garantie de loyer" a souvent été présentée aux acheteurs, le terme est abusif : l'autrice de l'article indique qu'il n'est pas rare, dans les années 2010, qu'une baisse des loyers soit demandée au bout de quelques années par le gestionnaire, dont deux filiales du groupe Lagrange (Soderev et Résitel). Ces 2 filiales ont d'ailleurs été placées en redressement judiciaire en 2012 et en ont profité pour renégocier les loyers, et notamment le principe de l'indexation à l'indice du coût de la construction qui augmentait trop vite à leur goût,. En 2020-2021, pendant la période de pointe du Covid-19, les loyers n'ont pas été payés du tout ou bien payés à moitié,.
Enfin, l'avantage fiscal est lui-même soumis à condition.